# Woźniki (powiat zduńskowolski)
Woźniki – wieś w Polsce położona w województwie łódzkim, w powiecie zduńskowolskim, w gminie Zapolice.
W latach 1975–1998 miejscowość należała administracyjnie do województwa sieradzkiego.